# Shoghi Effendi
Shoghi Effendi Rabbani (ur. 1 marca 1897 w Akce, zm. 4 listopada 1957 w Londynie) – ostatni strażnik wiary baha’i.

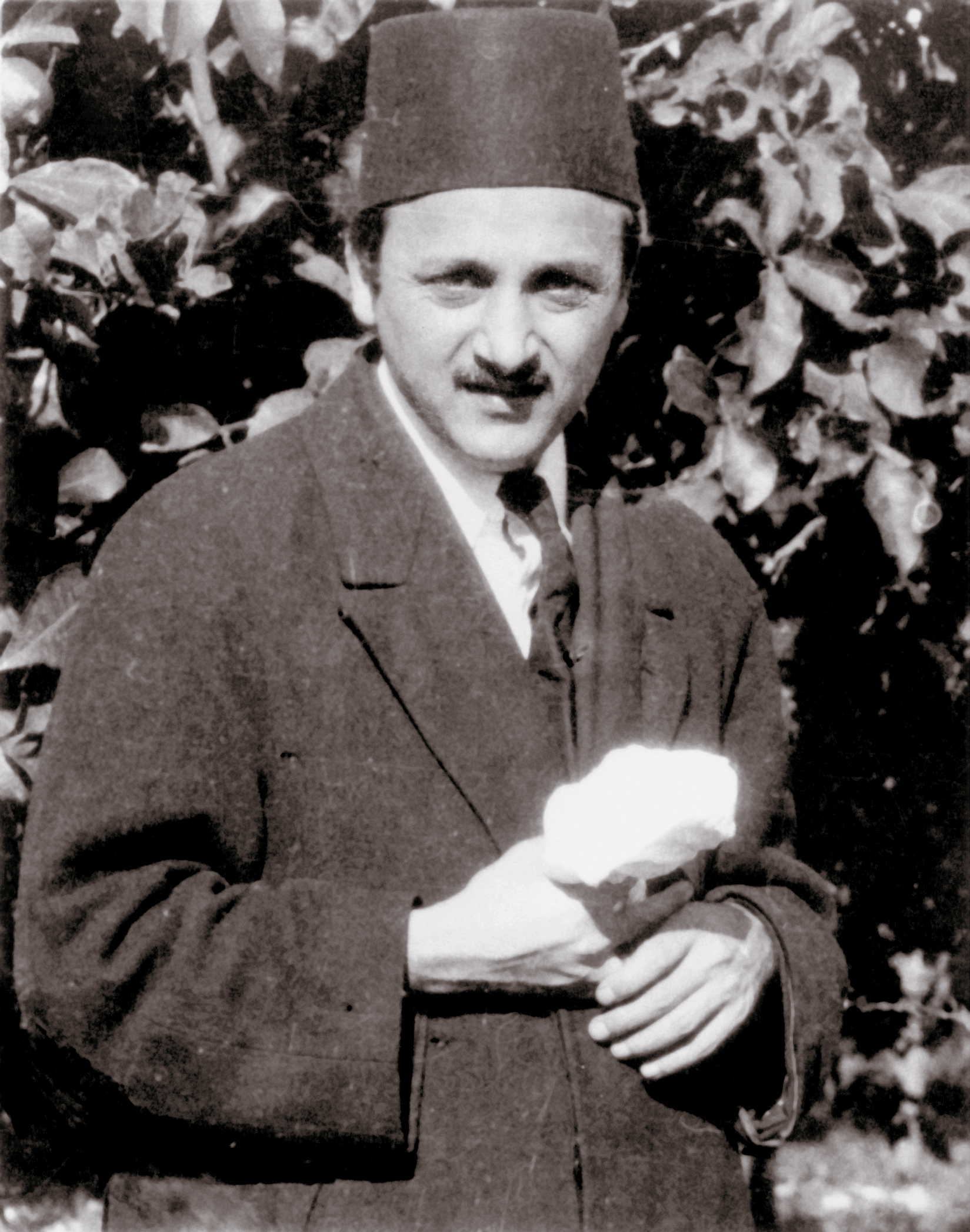
Shoghi Effendi w 1921 w Hajfie

Shoghi Effendi był najstarszym wnukiem Abdula Bahy poprzez jego córkę Ḍíyá'íyyih Khánum. W 1921 po śmierci dziadka został zgodnie z jego testamentem liderem ruchu baha’i. Przeprowadził wiele centralizacyjnych zmian w łonie religii zmieniając jej charakter z luźnej grupy wyznawców w zorganizowaną wspólnotę religijną. Nie pozostawił następców, co wywołało krótkotrwały kryzys w kierowaniu grupą. Po jego śmierci władzę w religii objęła grupa 32 wybranych przez Effendiego członków ruchu zwana Rękami Sprawy Boga, nieformalnie kierowana przez jego żonę Rúhíyyih Khanum.